# Smrekowiec (Sudety)
Smrekowiec (dawniej niem. Heuboden, Heu Berg lub Heuberg) – góra ze szczytem na wysokości 1123 m n.p.m. znajdująca się w Masywie Śnieżnika w Sudetach, na terenie Śnieżnickiego Parku Krajobrazowego.

## Geografia, geologia i przyroda
Smrekowiec wznosi się w widłach dolin rzek Wilczka i Bogoryja, wyrastając jako kulminacja na zachód od Żmijowca, od którego oddziela go wąski, kamienisty wąwóz. Zbudowany jest z gnejsów śnieżnickich, należących do metamorfiku Lądka i Śnieżnika, które występują tu na powierzchni w postaci wychodni skałek na stokach ponad dolinami. Wschodnie zbocza zbudowane są z łupków łyszczykowych i kwarcytów. Porośnięty jest lasem świerkowym piętra regla dolnego i regla górnego, zniszczonym na szczycie wskutek klęski ekologicznej z lat 80. XX wieku.

## Turystyka
Wokół szczytu Smrekowca prowadzą dwa szlaki narciarskie:
- zielony ze schroniska PTTK "Na Śnieżniku" do Międzygórza,
- niebieski ze szczytu do Międzygórza.